# Het begon met een dubbeltje

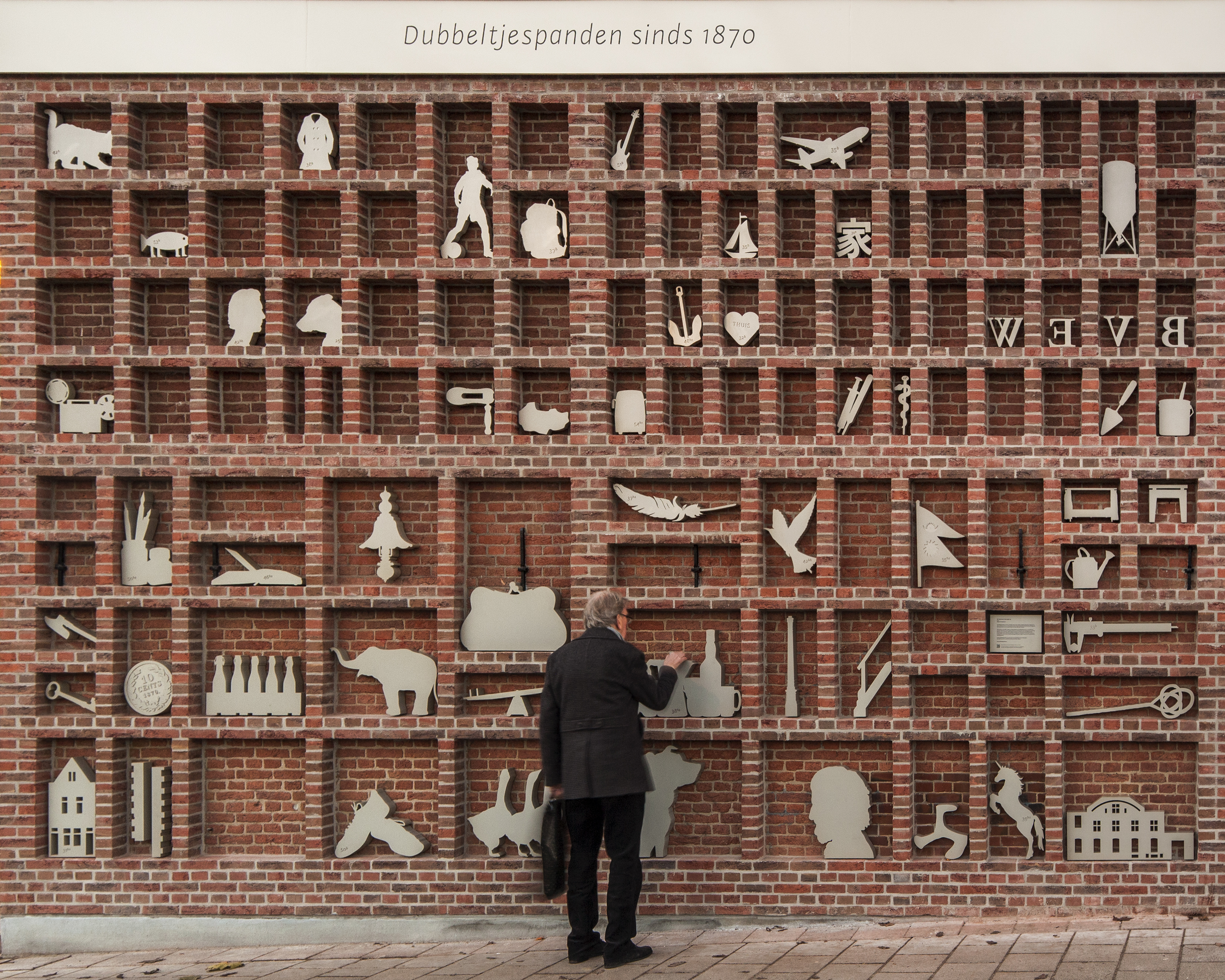
Het begon met een dubbeltje (december 2013)

Het begon met een dubbeltje is een artistiek kunstwerk in Amsterdam-Oost.
Het dubbeltje in de titel verwijst naar de zogenaamde Dubbeltjespanden aan de Mauritskade. Deze werden begin 21e eeuw gerenoveerd en aangepast aan de modernere eisen. Woningstichting De Key, dan door fusies eigenaar, gaf kunstenares Marjet Wessels Boer opdracht om een kunstwerk te leveren dat teruggreep op de historie van de kleine woninkjes. Zij kwam met een gevelbrede bakstenen letterbak, die geplaatst werd tegen de blinde zijgevel van het complex aan de Mauritskade. In die letterbak werden aluminium versies geplaatst van gebruiksvoorwerpen, maar ook enkele kleine beelden die verwijzen naar historie en omgeving. Sommige objecten zijn daarbij genummerd; een verwijzing naar huisnummers, waarvan de bewoner(s) voorstellen indiende(n). Er zijn bijvoorbeeld:
- de letters BVEW, verwijzen naar de oorspronkelijke woningbouwvereniging Bouwmaatschappij tot Verkrijging van Eigen Woningen;
- een geabstraheerde beeltenis van Klaas van Ris, medeoprichter van het BVEW;
- een verfpot verwijst naar een destijds nabijgelegen lakfabriek, die de lucht bezwangerde met onwelriekende geuren;
- een olifant, verwijzing naar een oud-bewoner die in Artis werkte en de olifant mee naar huis nam;
- beeltenis van Henk Blomvliet, ooit speler bij AFC Ajax, die enige tijd woonde op 29H;
- een van de bewoners in de 21e eeuw had een reisagentschap en wordt gerepresenteerd door een vliegtuig;
- de letterbak zelf is een verwijzing naar de letterzetterij, die nodig was om het krantje van de BVEW te drukken om leden te werven.

Het kunstwerk werd medegefinancierd door het Amsterdams Fonds voor de Kunst.
Op een website vind je alle verhalen achter de objecten in de kast en wordt de rijke geschiedenis van de Dubbeltjespanden beschreven. (http://dubbeltjespanden.nl/)

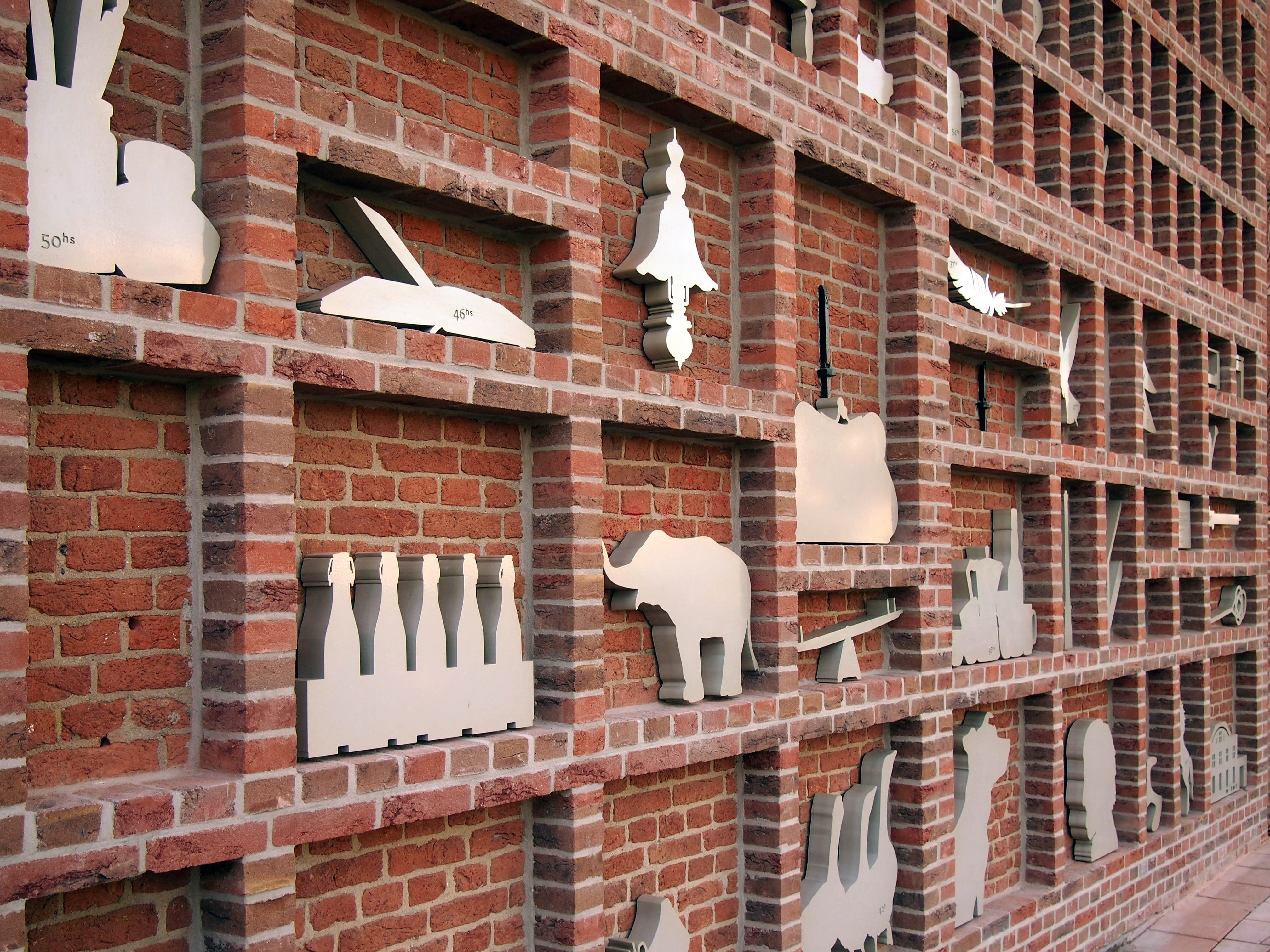
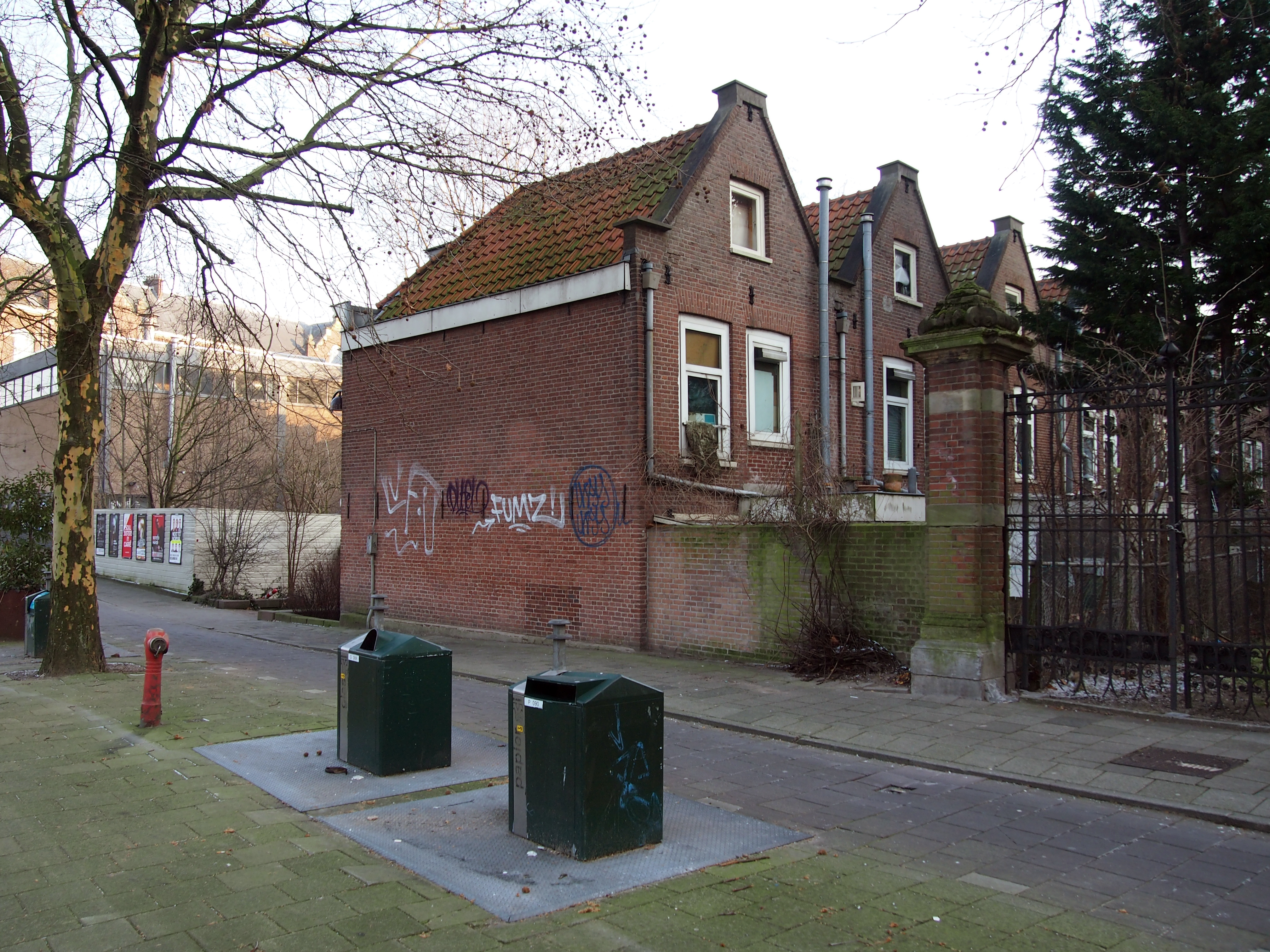
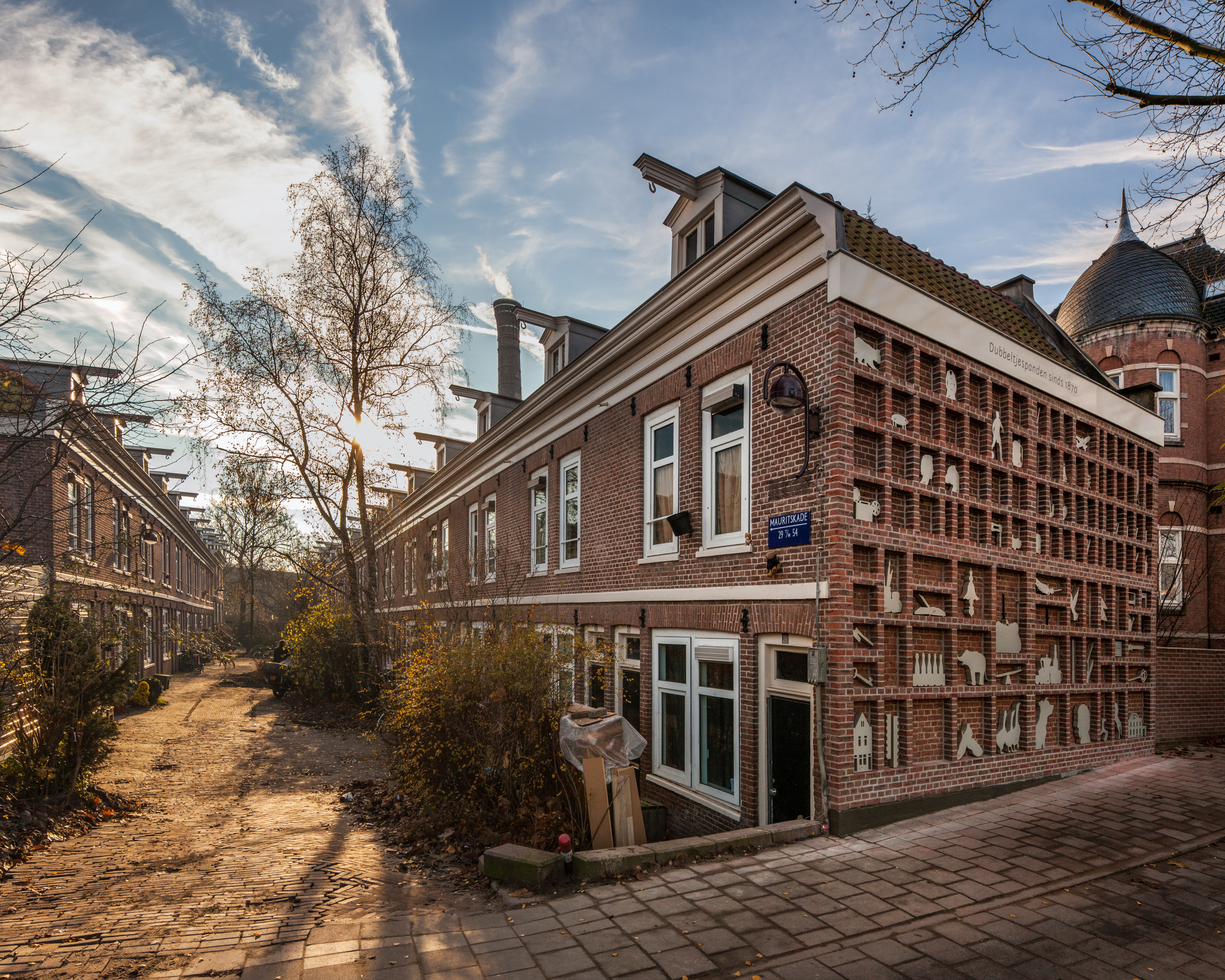